# Laxmi Prasad Devkota

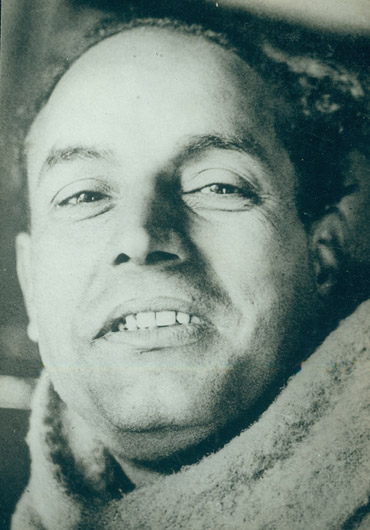
Laxmi Prasad Devkota

Laxmi Prasad Devkota (Nepali लक्ष्मीप्रसाद देवकोटा;  *  13. November 1909 in Dhobidhara, Kathmandu, Nepal; † 14. September 1959 in Pashupati Aryaghat, Kathmandu, Nepal) war ein nepalesischer Schriftsteller, der als bedeutendster und vielseitigster Dichter Nepals des 20. Jahrhunderts und neben Motiram Bhatta als einer der Nationaldichter gilt. Sein Werk Nepali Visions, Nepali Dreams wurde in die UNESCO-Sammlung repräsentativer Werke aufgenommen, ein Übersetzungsprojekt der Organisation der Vereinten Nationen für Erziehung, Wissenschaft und Kultur, das im Zeitraum von 1948 bis 2005 durchgeführt wurde.

## Leben

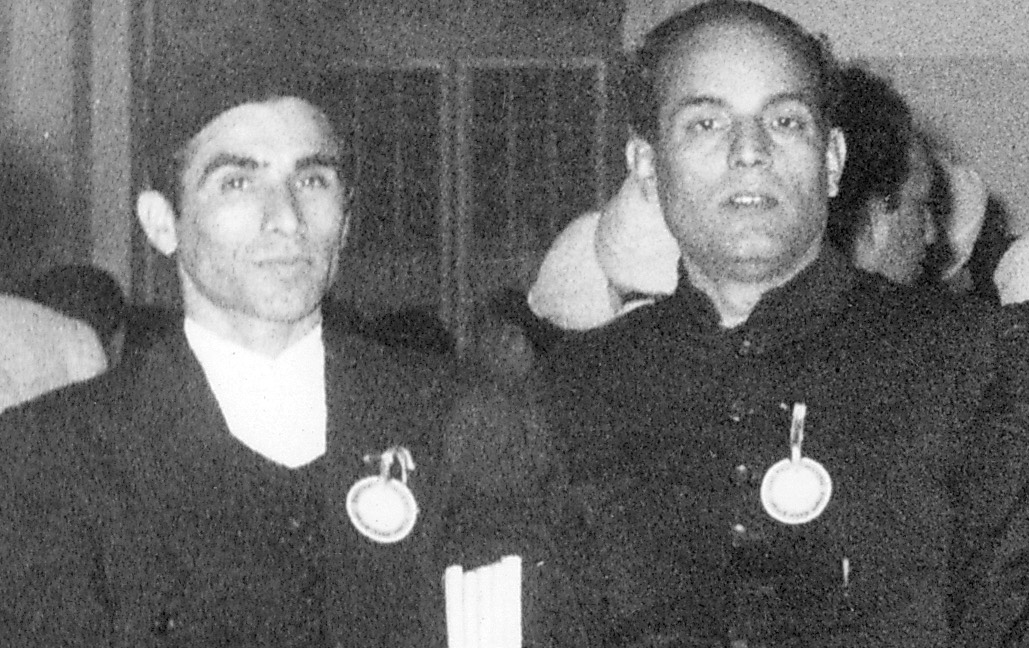
Laxmi Prasad Devkota mit dem Dichter Madhav Prasad Ghimire (1946).

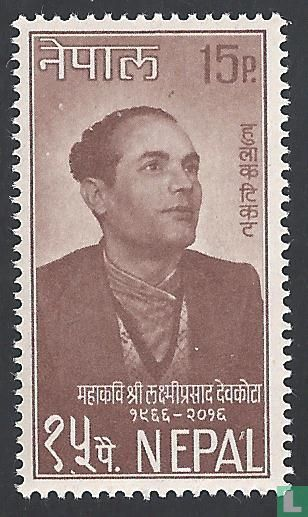
Gedenkmarke zu Ehren von Laxmi Prasad Devkota Stamp (1965).

Laxmi Prasad Devkota war der Sohn von Tilmadhav Devkota und Amar Rajya Lakshmi Devi sowie jüngerer Bruder der Dichterin Lok Priya Devi (1898–1960). Nachdem er nach dem Besuch der Durbar High School im Alter von 17 Jahren seine Immatrikulationsprüfungen von Patna abgelegt hatte, begann er 1926 ein grundständiges Studium sowie ein Studium der Rechtswissenschaften am Tri-Chandra College, das er 1929 mit einem Bachelor of Arts (B.A.) sowie einem Bachelor of Laws (LL.B.) an der Patna University abschloss. Er ging 1931 mit einem Stipendium nach Indien, um seine Studien fortzusetzen. Er war beeindruckt von den Bibliotheken, die er in Indien sah, und er und seine Freunde schrieben an den Premierminister von Rana und baten um Erlaubnis, eine Bibliothek in Kathmandu zu eröffnen. Dafür wurden sie ins inhaftiert und mussten hohe Geldstrafen zahlen. Als er nach seinem Studium aus Indien zurückkam, musste er hart arbeiten, um seinen Lebensunterhalt zu verdienen. Er war danach als Rechtsanwalt tätig und später Mitarbeiter der Nepal Bhasaanuwad Parishad, der Nationalen Zensurbehörde, und lernte in dieser Zeit den bekannten Dramatiker Balkrishna Sama kennen. Während dieser Zeit war er zudem als Lektor am Tri-Chandra College sowie am Padma Kanya College tätig.
Sein in Nepali geschriebenes lyrisches Werk umfasst insbesondere die im Volkston gehaltene tragische Liebesballade Munāmadan (1936) Alle Dichter jener Zeit schrieben in den alten Sanskrit-Formen. Muna Madan wurde im Jhyaure-Folklorestil geschrieben, was völlig neu war und Anerkennung fand. Es ist auch nach mehr als sieben Jahrzehnten seines Erscheinens immer noch ein Bestseller in Nepal. 1939 schrieb er Pagal, eines der am besten geschriebenen Gedichte auf Nepali. Aufgrund seines gesundheitlichen Zustandes lebte er die meiste Zeit unter prekären materiellen Bedingungen, körperlich und psychisch schwer angeschlagen und zum Teil im politischen Exil in Indien.
Sein Schaffen umfasst aber auch die in gesellschaftlichem Realismus geschriebene beeindruckende Gedichte und freie Aneignungen klassischer Stoffe wie Śakuntalā (1945) bis zu dem in seinem humanistischen Pathos Percy Bysshe Shelley verpflichteten Spätwerk Pramithas („Prometheus“), das 1971 posthum erschien. Daneben steht ein umfangreiches essayistisches Werk sowie der 1945 geschriebene, aber erst ebenfalls posthum 1968 veröffentlichte Roman Campā. 1946 übernahm er eine Professur am Tri-Chandra College. Er beherrschte die Sprachen Nepali, Sanskrit, Hindi und Englisch und konnte sehr schnell Gedichte schreiben. Er schrieb sein erstes Epos Śakuntalā in drei Monaten, sein anderes Epos Sulochana in zehn Tagen und Kunjini an einem einzigen Tag. Er war ein vielseitiger Schriftsteller und schrieb neben den Epen viele Essays, Theaterstücke, Erzählungen, Romane, Kritiken und unzählige Gedichte.
In der Regierung von Premierminister Kunwar Indrajit Singh war Devkota vom 26. Juli 1957 bis zum 15. Mai 1958 Minister für Kultur und Autonomie.
Er gilt als bedeutendster und vielseitigster Dichter Nepals des 20. Jahrhunderts und neben Motiram Bhatta als Maha Kabi („Großer Dichter“) als einer der Nationaldichter. Sein Werk Nepali Visions, Nepali Dreams wurde in die UNESCO-Sammlung repräsentativer Werke aufgenommen, in Übersetzungsprojekt der Organisation der Vereinten Nationen für Erziehung, Wissenschaft und Kultur, das im Zeitraum von 1948 bis 2005 durchgeführt wurde. Zu seinen Gedichten zählen unter anderem „Kun Mandir Ma Janchau Yatri“, das im nepalesischen Film Basudev (1984) von Rabin Sharma mit Musik von Ranjeet Gazmer gesungen wurde.

## Veröffentlichungen (Auswahl)
- Munāmadan, Gedichte, 1936
- Śakuntalā, Gedichte, 1945
- Lakṣmī nibandha saṅgraha, Gesammelte Essays, 1946

posthum
- Mahārāṇa Pratāpa, 1967
- Campā, Roman, 1968
- Pramithas, 1971
- Lakṣmī kavitā saṅgrah, Gesammelte Gerichte, 1976
- Mahākavikā bhūmikā, Herausgeber Śiva Regmī, 2009, ISBN 978-9937-2-1699-9

in englischer Sprache
- Nepali Visions, Nepali Dreams. The Poetry of Laxmi Prasad Devkota, Übersetzer und Herausgeber David Rubin, 1980
- Devakotas „Muna Madan“. Translation and Analysis, Übersetzer und Herausgeber Michael J. Hutt, 1996

## Hintergrundliteratur
- Paras Mani Pradhan: Mahakavi Laxmi Prasad Devkota, 1978
- Chandra Bahadur Shrestha: My Reminiscence of the Great Poet, Laxmi Prasad Devkota, 1981
- Indra Vilas Adhikary: The Poetry of Laxmi Prasad Devkota and the British Romantic Poets. A Comparative Study, 2003, ISBN 978-99933-602-9-2
- Gero von Wilpert: Lexikon der Weltliteratur. Fremdsprachige Autoren, S. 465 f, Band I A–K, Stuttgart 2004, 2008, ISBN 978-3-520-84301-2
- Nanda R. Shrestha, Keshav Bhattarai: Historical Dictionary of Nepal, S. 139 f., 2017, ISBN 978-1-4422-7770-0 (Onlineversion)